# City BKK

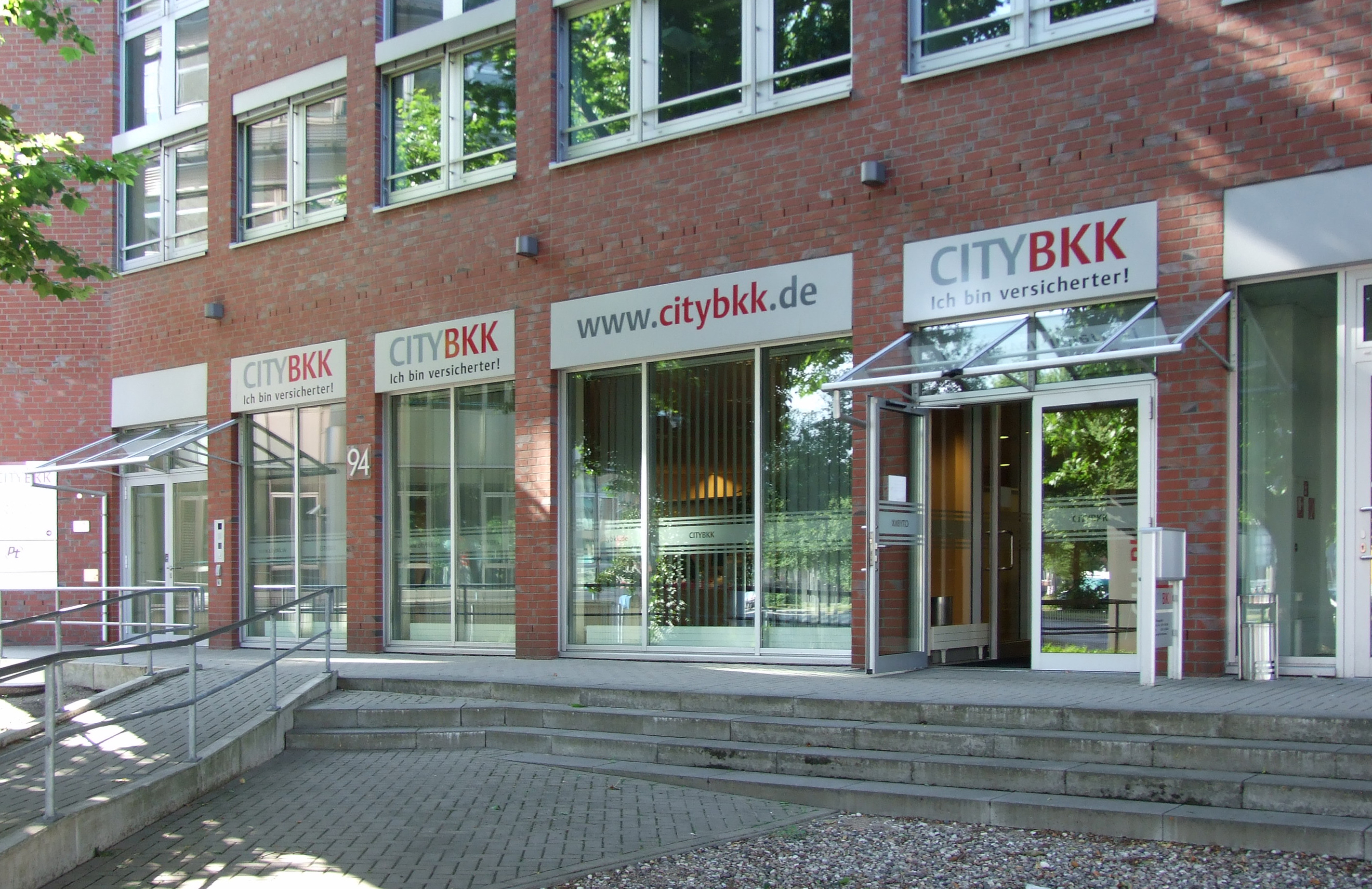
Filiale der City BKK in Hamburg-Hammerbrook

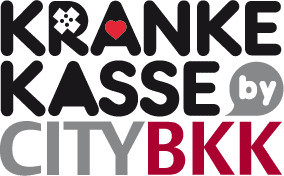
Kranke Kasse Logo bis 22. Februar 2011

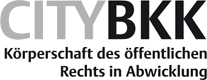
City BKK KöRiA Logo seit 1. Juli 2011

Die City BKK war eine deutsche Krankenkasse der gesetzlichen Krankenversicherung aus der Gruppe der Betriebskrankenkassen und wurde am 30. Juni 2011 geschlossen.
Die BKK hatte ihren Ursprung beim Land Berlin und Land Hamburg sowie den Unternehmen Bauknecht und C. Baresel.

## Geschichte
Die City BKK entstand 2004 aus den beiden Betriebskrankenkassen BKK Berlin und BKK Hamburg. Ein Jahr später schlossen sich die BKK Bauknecht und die Benevita BKK an. Die Kasse mit 400 Mitarbeitern und 130.000 Versicherten (Stand: Juni 2011) war für Baden-Württemberg, Bayern, Berlin, Brandenburg, Bremen, Hamburg, Hessen, Niedersachsen, Rheinland und Westfalen-Lippe (NRW), Saarland, Sachsen, Sachsen-Anhalt (Halle und Magdeburg), Schleswig-Holstein und Thüringen geöffnet. Sie hatte ihren Sitz in Stuttgart und Geschäftsstellen in anderen Bundesländern. Die Dachorganisation der City BKK war der BKK Landesverband Baden-Württemberg. Sie baute 2009 und 2010 etwa 50 Millionen Euro Schulden auf. Ebenso wie die BKK für Heilberufe und die GBK Köln hatte die City BKK beim Bundesversicherungsamt zur Vorbeugung gegen eine Insolvenzverschleppung Insolvenz angemeldet. Ihr drohte die Insolvenz zum 1. September 2010; am 19. November 2010 wurde die Abwicklung der angeschlagenen City BKK zunächst abgewendet.
Am 30. Juni 2011 wurde die City BKK aufgrund einer nicht mehr auf Dauer gesicherten wirtschaftlichen Leistungsfähigkeit vom Bundesversicherungsamt geschlossen. Diese BKK war die erste Krankenkasse, die nach Einführung des Gesundheitsfonds insolvent wurde. Sie hatte bis Ende Juni 2011 fünf Geschäftsstellen, ca. 400 Mitarbeiter und noch 130.000 Versicherte. Alle Geschäfte der City BKK werden seit dem 1. Juli 2011 von der City BKK Körperschaft des öffentlichen Rechts in Abwicklung (KöRiA) abgewickelt.

## Kranke Kasse
Zwischen Mitte 2009 und Februar 2011 betrieb die City BKK unter der Marke Kranke Kasse ein eigenes Angebot für junge Menschen. Mit diesem Internetauftritt wurde versucht, auf die Bedürfnisse dieser Zielgruppe einzugehen. Aufgrund von Sparmaßnahmen wurde die Marke zum 22. Februar 2011 eingestellt.

## Beitragssätze
Seit 1. Januar 2009 werden die Beitragssätze vom Gesetzgeber einheitlich vorgegeben.
Die City BKK erhob seit 1. April 2010 einen einkommensunabhängigen Kassenindividuellen Zusatzbeitrag in Höhe von 8,00 Euro monatlich. Dieser Zusatzbeitrag wurde zum 1. Januar 2011 auf 15,00 Euro erhöht. Mit Urteil des Sozialgerichts Berlin wurde die Umsetzung dieser Beitragserhebung durch die City BKK für nichtig erklärt. Ein Versicherter konnte sich erfolgreich gegen die Erhebung zur Wehr setzen, da die City BKK nicht hinreichend auf ein bestehendes außerordentliches Kündigungsrecht hingewiesen hat; die entsprechenden Bescheide der Krankenkasse mussten aufgehoben werden. Das Urteil ist allerdings wegen möglicher Berufung beim Landessozialgericht Potsdam noch nicht rechtskräftig.